# Grozăvești (stație de metrou)
Grozăvești este o stație de metrou din București. Alături de Petrache Poenaru, ea deservește Complexul Studențesc Regie. De asemenea, aici se află centrul comercial Carrefour Orhideea.

## Galerie de imagini

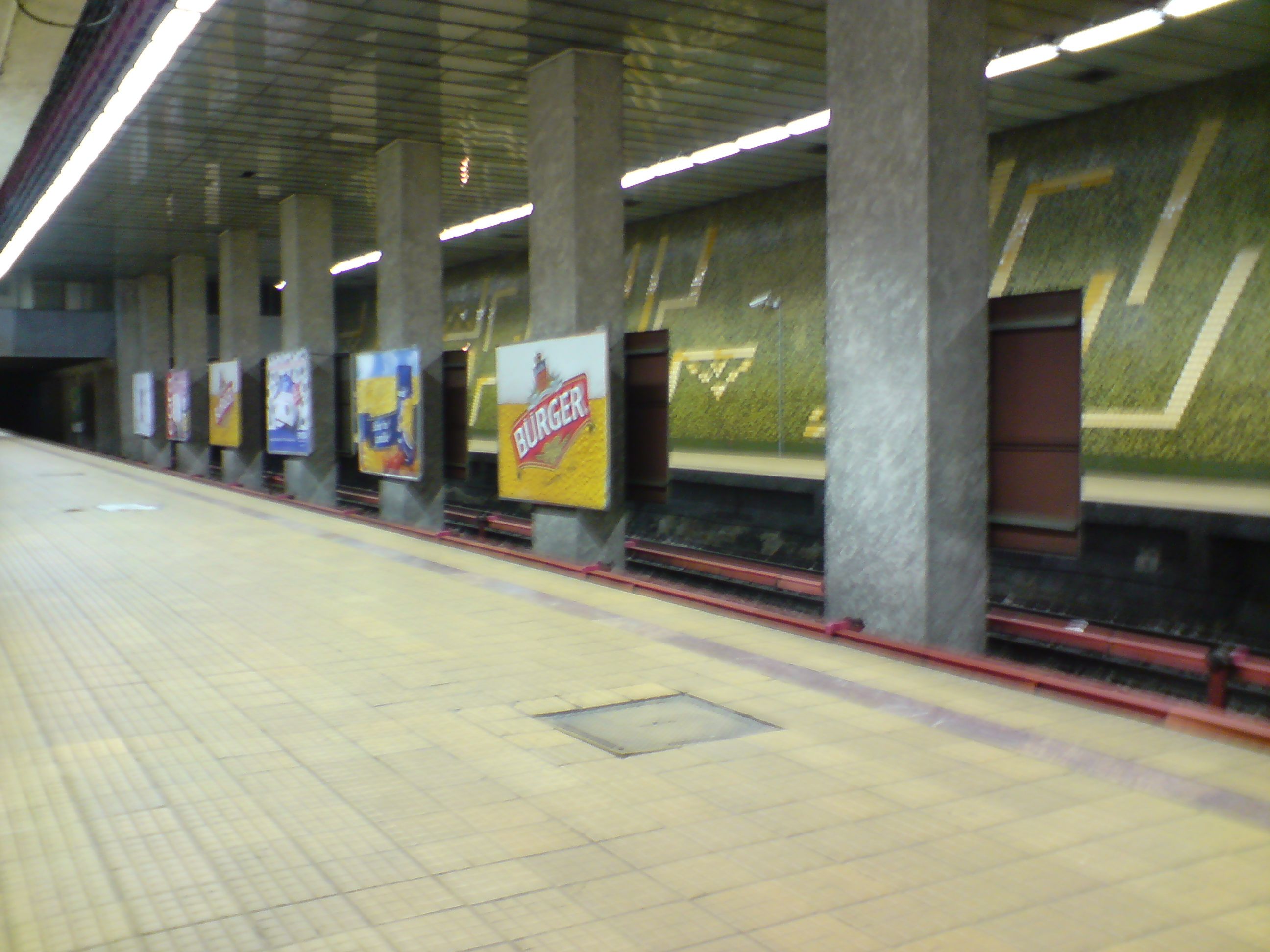
Statie de metrou